# ديفيد ك. هارينجتون
ديفيد ك. هارينجتون (بالإنجليزية: David C. Harrington)‏ هو سياسي أمريكي، ولد في 31 يوليو 1954. حزبياً، نشط في الحزب الديمقراطي.